# Williams FW25
Williams FW25 — гоночный автомобиль команды Williams, участвовавший в Чемпионате мира Формулы-1 сезона 2003 года.

## История
По сути, Williams FW25 являлся заметно обновленной версией болида предыдущего сезона. В команду пришёл новый специалист по аэродинамике Антония Терци, перешедший из Ferrari.
FW25 мог выиграть уже первую гонку, в которой участвовал - Гран-при Австралии 2003 года, но ошибка Монтойи перечеркнула все старания инженеров. В начале сезона команда не числилась в лидерах, проигрывая и Ferrari, и McLaren, и временами даже Renault, но к европейской части чемпионата в конструкцию - и прежде всего в баланс шасси - были внесены существенные изменения. После этого результаты резко пошли в гору - шасси сочеталось с шинами Michelin лучше других клиентов, а после введения французской компанией на Гран-при Монако новых передних колес Williams FW25 поехал ещё быстрее. Эти новые шины были устроены таким образом, что ширина новых покрышек была максимально допустимой, а во время езды они становились немного шире, обеспечивая больше сцепления. Хотя в аэродинамике машина по-прежнему проигрывала Ferrari F2003, хорошая работа с резиной принесла плоды - на двоих Ральф Шумахер и Хуан-Пабло Монтойя одержали четыре победы, среди которых два дубля подряд. Колумбиец не покидал подиума на протяжении 8 гонок.
Лето прошло практически при доминировании Williams. Но после Венгрии на вышеупомянутые шины Michelin был подан протест со стороны Bridgestone. Последовавший запрет лишил Williams важного козыря. После двух побед подряд Ральф Шумахер включился было в борьбу за титул. Но дальнейшие невыразительные выступления, а также авария на тестах, из-за которой немец пропустил Гран-при Италии вычеркнули его из борьбы за чемпионство. Монтойя же до конца сезона боролся за титул, однако после столкновения колумбийца с Баррикелло в Индианаполисе и последовавшего штрафа Хуан Пабло лишился шансов на титул.
Ferrari провела концовку сезона сильнее, и в итоге титул в четвёртый раз подряд достался Михаэлю Шумахеру. В Кубке конструкторов команда заняла второе место, также уступив Ferrari. Этот сезон считается самым удачным за всю историю альянса Williams - BMW.

## Результаты гонок
| Год  | Команда             | Двигатель       | Шины | Пилоты     | АВС | МАЛ | БРА  | САН | ИСП | АВТ  | МОН | КАН | ЕВР | ФРА | ВЕЛ | ГЕР  | ВЕН | ИТА | США  | ЯПО  | Место | Очки |
| 2003 | BMW WilliamsF1 Team | BMW P83 3,0 V10 | M    | Монтойя    | 2   | 11  | Сход | 7   | 4   | Сход | 1   | 3   | 2   | 2   | 2   | 1    | 3   | 2   | 6    | Сход | 2     | 144  |
| 2003 | BMW WilliamsF1 Team | BMW P83 3,0 V10 | M    | Р. Шумахер | 8   | 4   | 7    | 4   | 5   | 6    | 4   | 2   | 1   | 1   | 9   | Сход | 4   | Т   | Сход | 12   | 2     | 144  |
| 2003 | BMW WilliamsF1 Team | BMW P83 3,0 V10 | M    | Жене       |     |     |      |     |     |      |     |     |     |     |     |      |     | 5   |      |      | 2     | 144  |

| Легенда к таблице |                                                                    |
| --- | ------------------------------------------------------------------ |
| В таблице перечислены результаты всех Гран-при Формулы-1, в которых использовался автомобиль. Строками таблицы являются сезоны, столбцами — этапы чемпионата мира. В каждой клетке указаны сокращённое название этапа и результат, дополнительно обозначенный цветом. Расшифровка обозначений и цветов представлена в нижеследующей таблице. |                                                                    |
| \| Пример \| Описание \| \| ------------ \| ------------------------------------------------------------------ \| \| 1 \| Победитель \| \| 2 \| Второе место \| \| 3 \| Третье место \| \| 5 \| Финишировал, заработав очки \| \| Сход \| Не финишировал, но при этом заработал очки \| \| 12 \| Финишировал, не получив очков \| \| НКЛ \| Финишировал, но не попал в финальную классификацию \| \| 15 \| Участвовал вне зачёта, либо по отдельной классификации \| \| 18 \| Не финишировал, но попал в финальную классификацию \| \| Сход \| Не финишировал \| \| НКВ \| Не прошёл квалификацию \| \| НПКВ \| Не прошёл предквалификацию \| \| ДСК \| Дисквалифицирован \| \| ИСК \| Исключён из протокола соревнований \| \| ТТ \| Заявлен для участия только в тренировках \| \| НС \| Участвовал в квалификации, но не стартовал в гонке \| \| Т \| Травмирован или болен \| \| ОТК \| Отказ от участия \| \| НТР \| Прибыл на соревнования, но на трассу не выезжал \| \| НПР \| Был заявлен в числе участников, но не прибыл к началу соревнований \| \| О \| Соревнования отменены \| \| \| Не участвовал \| \| Поул-позиция \| \| \| Быстрый круг \| \| |                                                                    |
| Пример | Описание                                                           |
| 1 | Победитель                                                         |
| 2 | Второе место                                                       |
| 3 | Третье место                                                       |
| 5 | Финишировал, заработав очки                                        |
| Сход | Не финишировал, но при этом заработал очки                         |
| 12 | Финишировал, не получив очков                                      |
| НКЛ | Финишировал, но не попал в финальную классификацию                 |
| 15 | Участвовал вне зачёта, либо по отдельной классификации             |
| 18 | Не финишировал, но попал в финальную классификацию                 |
| Сход | Не финишировал                                                     |
| НКВ | Не прошёл квалификацию                                             |
| НПКВ | Не прошёл предквалификацию                                         |
| ДСК | Дисквалифицирован                                                  |
| ИСК | Исключён из протокола соревнований                                 |
| ТТ | Заявлен для участия только в тренировках                           |
| НС | Участвовал в квалификации, но не стартовал в гонке                 |
| Т | Травмирован или болен                                              |
| ОТК | Отказ от участия                                                   |
| НТР | Прибыл на соревнования, но на трассу не выезжал                    |
| НПР | Был заявлен в числе участников, но не прибыл к началу соревнований |
| О | Соревнования отменены                                              |
| | Не участвовал                                                      |
| Поул-позиция |                                                                    |
| Быстрый круг |                                                                    |